# Mostachón

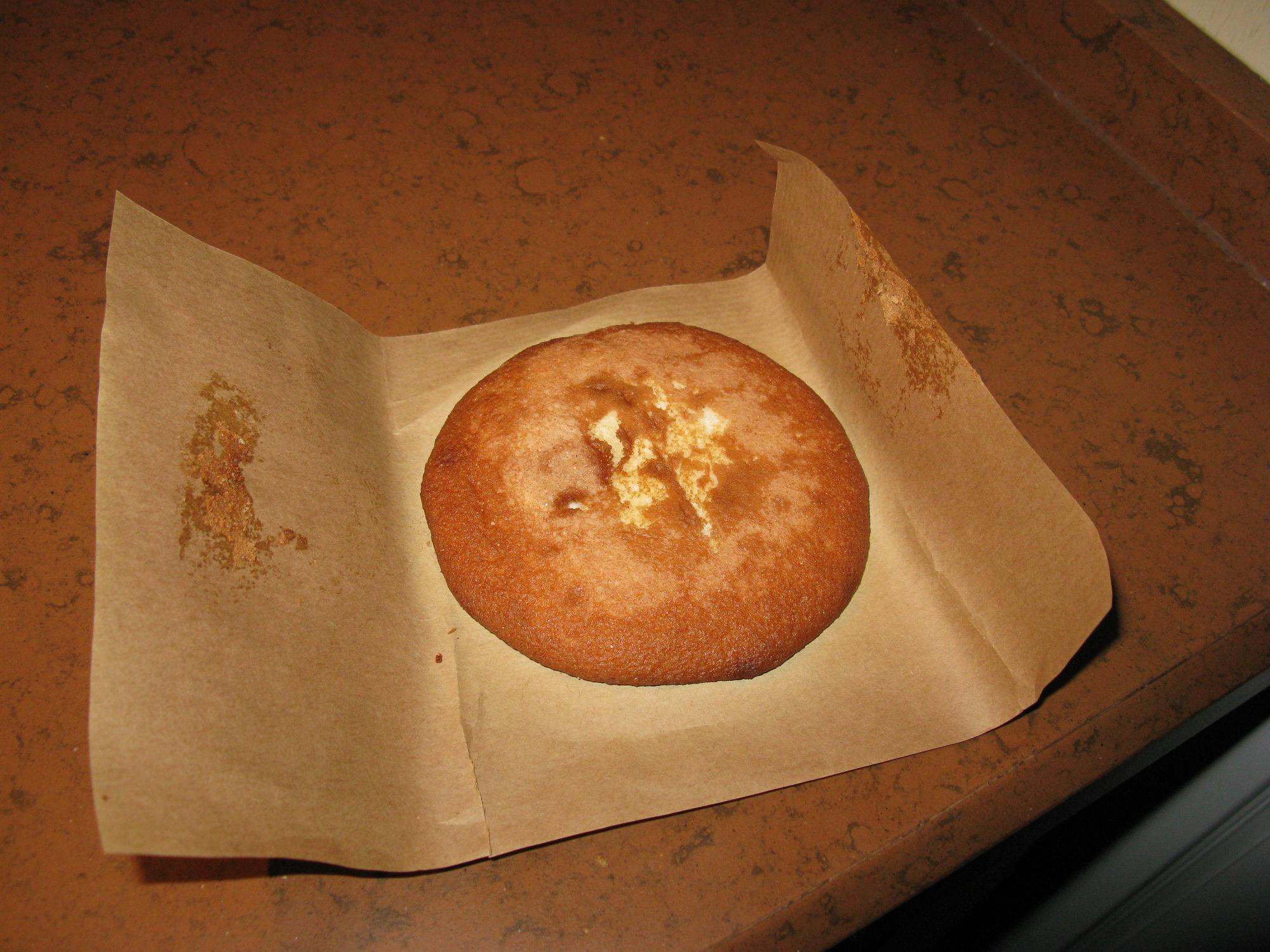
Mostachón de Utrera. Dulce tradicional y representativo de la gastronomía de esta localidad sevillana.

El mostachón es un tipo de bizcocho aplanado. Entre otros lugares, es típico de la ciudad sevillana de Utrera.

## Características
Consiste en una masa pastosa que se cocina, sobre un papel de estraza, en horno de leña. Sus ingredientes son: harina, miel, huevos y azúcar, también puede contener canela. 

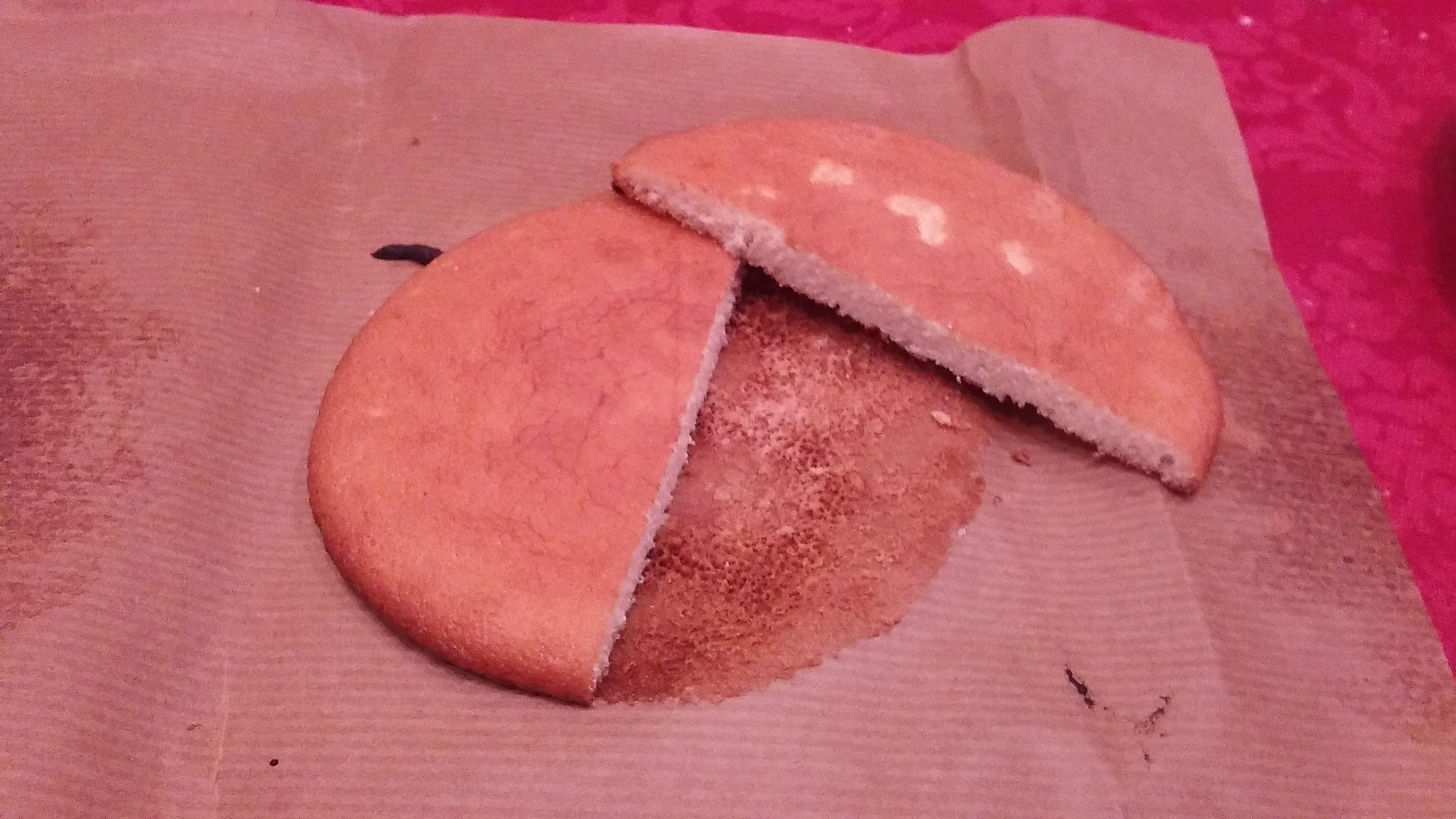
Mostachón cortado por la mitad

Se presenta en forma de torta redonda y aplastada, de unos diez o quince centímetros de diámetro aunque, naturalmente, se hace también de mayor tamaño, y siempre -esto es lo típico- pegado a un papel grueso, parecido al de estraza, en el que se envuelve.

## Origen
Aunque no se sabe con certeza su origen, son mencionados en el libro "Las Fiestas de Lima" de 1632 como parte de los dulces y confituras para celebrar el nacimiento del príncipe Baltasar Carlos.
Todavía se recuerda con delectación aquellos riquísimos que se hacían en el desaparecido convento de Clarisas. Su fama creció con el ferrocarril que, al decir de un periódico de 1897, situó a Utrera en el cruce de todas las líneas férreas de Andalucía.

## Véase también

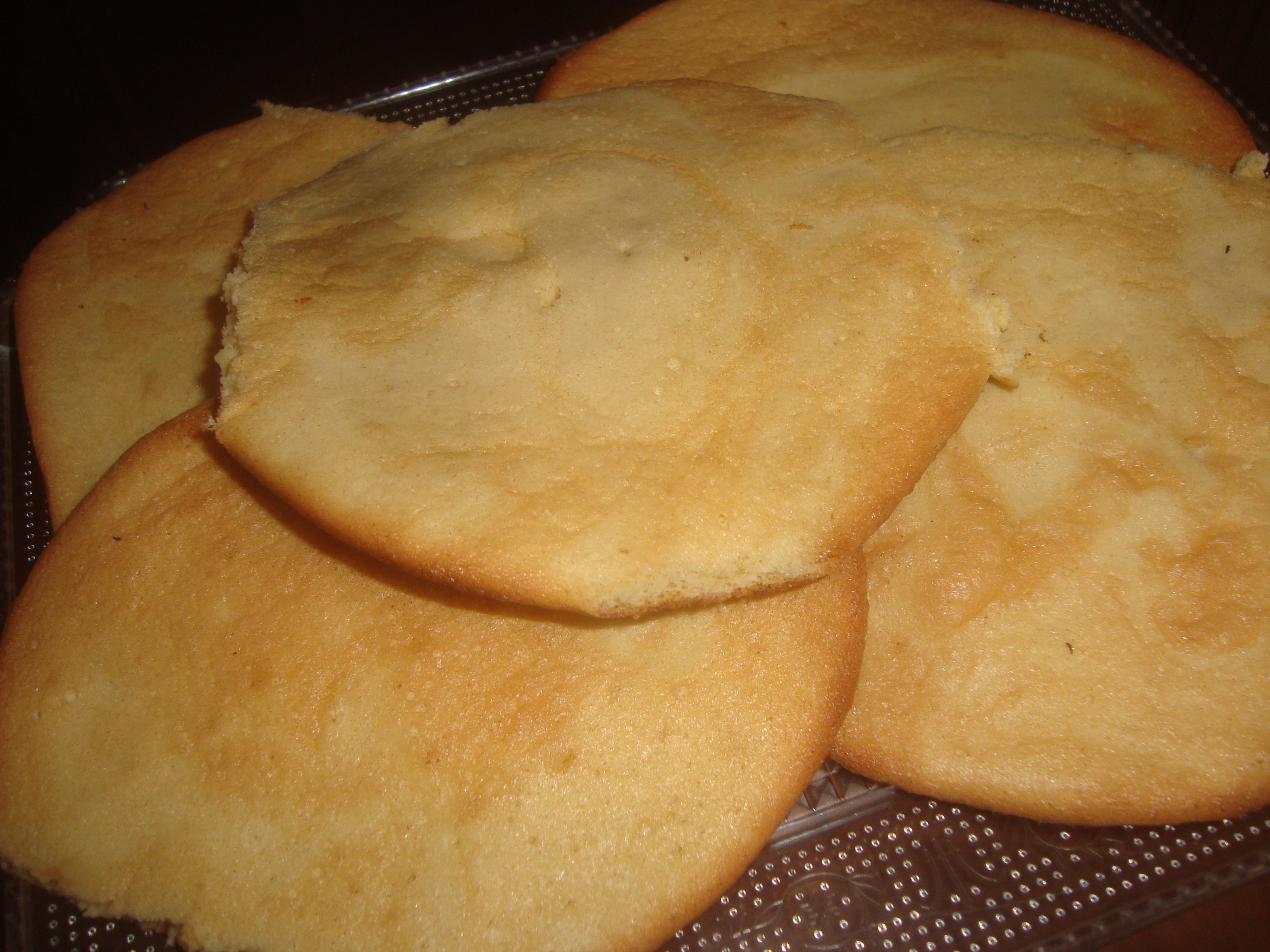
Mostachones (Castellón).